# Maniac Nurses
(La voce narrante, nell'incipit del film)
Maniac Nurses è un film del 1990 diretto da Léon Paul De Bruyn, distribuito nelle sale cinematografiche e in home video dalla Troma.
Il film è dedicato a Ilona Staller, Jeff Koons e Traci Lords. Si tratta di un omaggio al cinema di Russ Meyer e ai generi nazisploitation e sexploitation.
Il film è conosciuto anche con i titoli Maniac Nurses Find Ecstasy e Maniac Nurses: Bloodsucking Freaks II, mentre il titolo di lavorazione della pellicola era Bloodsucking Freaks II.

## Trama
Un gruppo di infermiere, ex prostitute, ladre e spogliarelliste, governa indisturbato una clinica. Le ragazze sono armate fino ai denti e passano il loro tempo tra rapporti lesbici, festini a luci rosse e droghe.
La leader del gruppo è la sadica Ilsa (Hajni Brown), che ama Sabrina (Susanna Makay), una ragazza innocente plagiata dal gruppo, che passa le sue giornate fantasticando su un fumetto violento. Ilsa entra in competizione con Greta, la sua ex amante gelosa.
Dopo aver ucciso il loro giardiniere e averne mangiato la lingua, le sadiche infermiere attaccano un gruppo di campeggiatori e li uccidono senza pietà.
Successivamente, Greta rivela a Sabrina una verità sconvolgente: le spiega infatti che Sabrina è in realtà la figlia di Ilsa. Sconvolta dalla tremenda verità, Sabrina attua una strage nella clinica, uccidendo tutte le infermiere, quindi si allontana alla ricerca di «un'altra anima innocente da salvare».

## Collegamenti ad altre pellicole
- Il nome Ilsa rimanda alla protagonista della saga di film d'exploitation, composta da Ilsa, la belva delle SS, Ilsa, la belva del deserto e La tigre del sesso.
- Il nome Greta rimanda alla protagonista di Greta, Haus ohne Männer, pellicola diretta da Jess Franco, che a sua volta si rifaceva alla saga di Ilsa. La protagonista dei due film è infatti la stessa, ovvero la giunonica Dyanne Thorne.
- Il rapido montaggio di immagini di locali a luci rosse rimanda a un'analoga sequenza presente in Faster, Pussycat! Kill! Kill!, diretto da Russ Meyer nel 1965.

## Slogan promozionali
- «Their weapons are sterile, their bodies are fertile, and any thought of escape is futile!»
«Le loro armi sono sterili, i loro corpi sono fertili, e ogni pensiero di fuga è futile!».